# استیو یاگو
استیو یاگو (انگلیسی: Steeve Yago؛ زادهٔ ۱۶ دسامبر ۱۹۹۲) بازیکن فوتبال اهل فرانسه است.
از باشگاه‌هایی که در آن بازی کرده‌است می‌توان به باشگاه فوتبال لو آور، باشگاه فوتبال کان، و باشگاه فوتبال تولوز اشاره کرد.
وی همچنین در تیم ملی فوتبال بورکینافاسو بازی کرده‌است.